# Elite Model Management
Elite Model Management Corporation är en modellagentur, grundad i Paris år 1972, av John Casablancas och Alain Kittler. Elite Model Management har ägts av Creative World Management.